# Overasselt
Overasselt est un village de la commune néerlandaise de Heumen, dans la province de Gueldre. Le 1er janvier 2007, le village comptait 3 330 habitants.
Overasselt a été une commune indépendante jusqu'au 1er janvier 1980. À cette date, la commune a été rattachée à celle de Heumen.

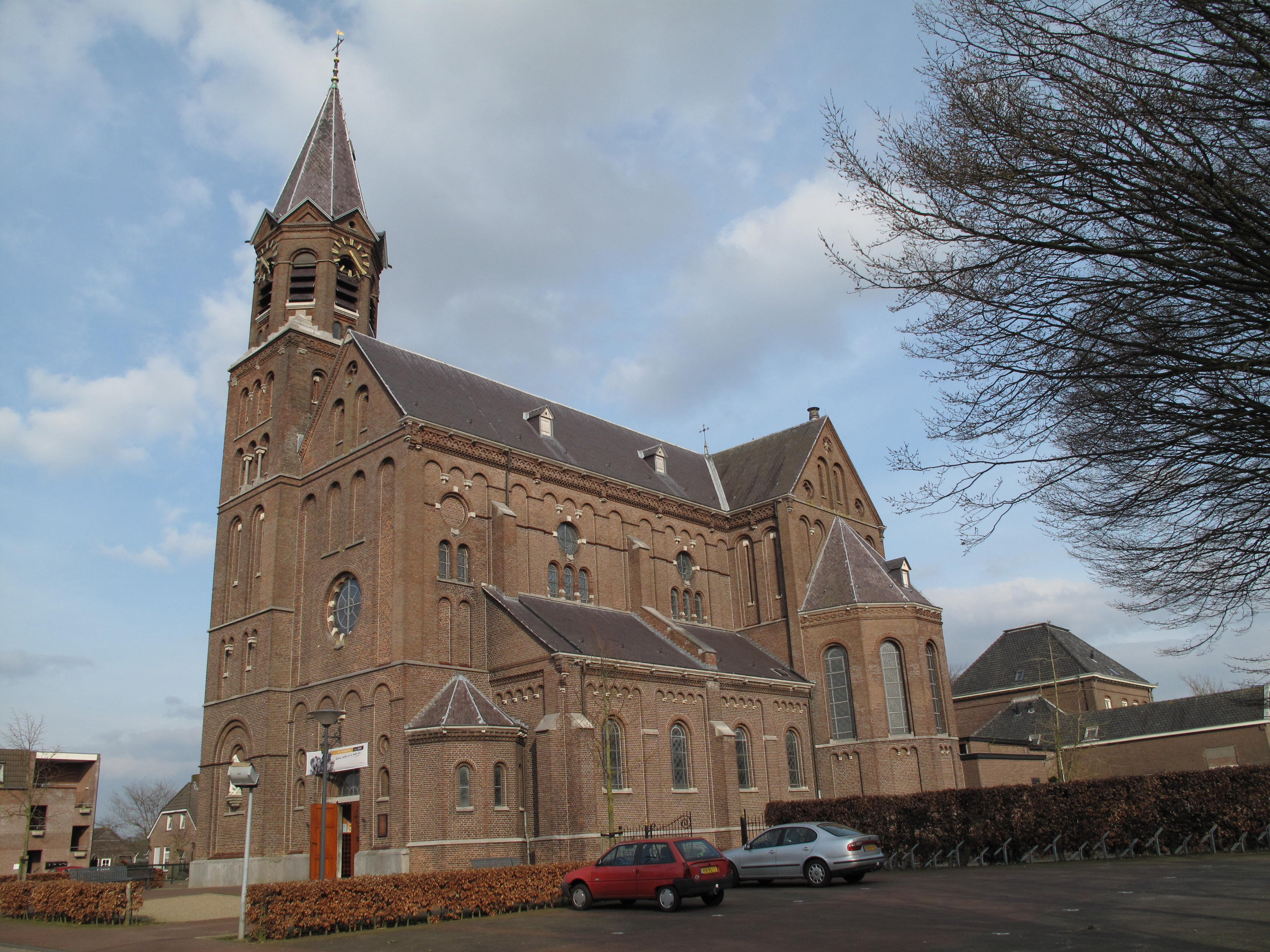
Overasselt, église: de Sint Antonius Abtkerk

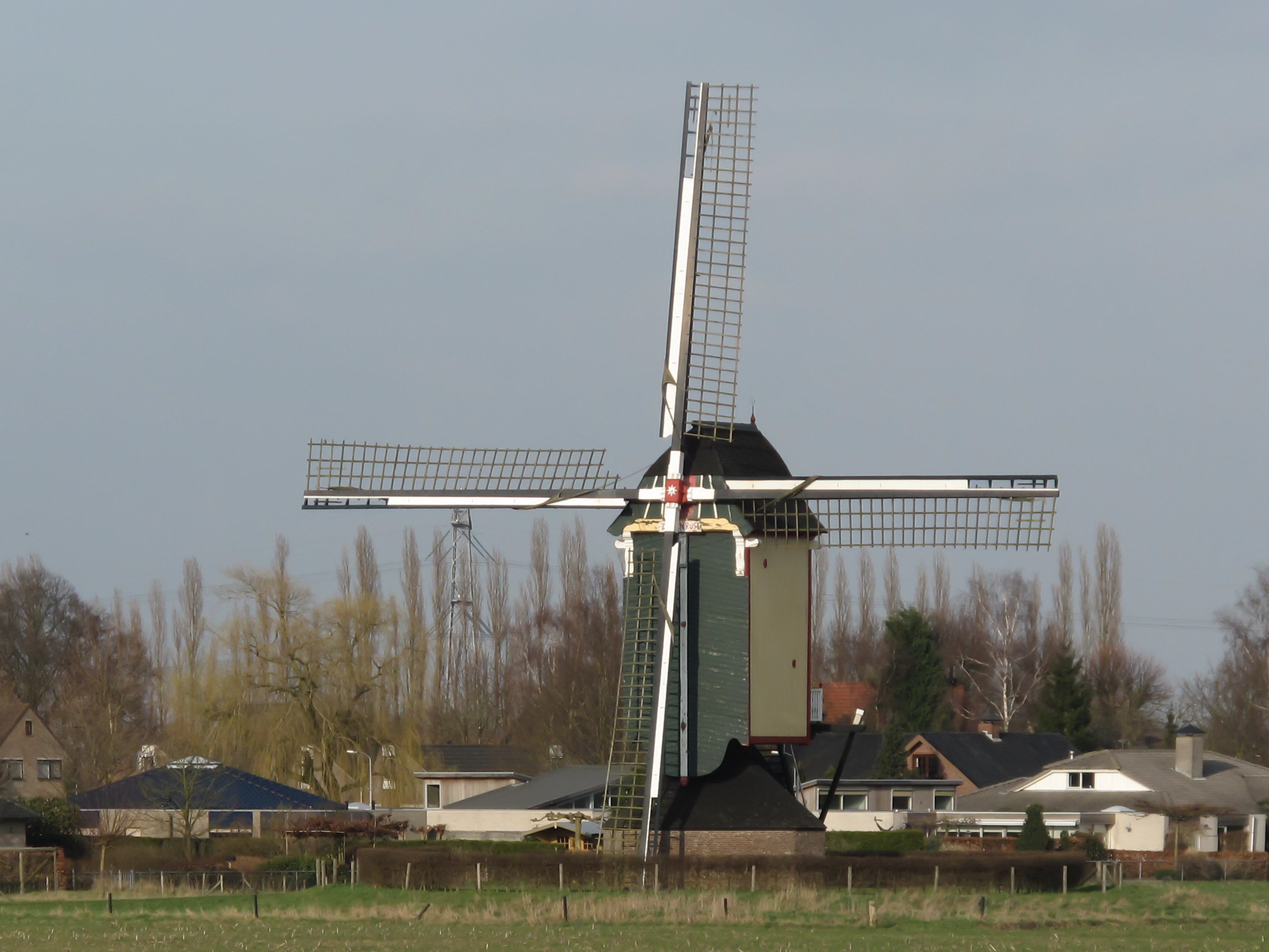
Overasselt, moulin: molen Zeldenrust